# Grand Prix des Fêtes de Coux-et-Bigaroque
Le Grand Prix des Fêtes de Coux-et-Bigaroque est une course cycliste française qui se déroule au mois d'avril à Coux et Bigaroque-Mouzens (Dordogne), dans le cadre des fêtes annuelles de la commune. Créée dans les années 1940, elle est organisée par le Vélo Club Monpaziérois. 

## Histoire
En 2014 et 2015, la course n'est pas organisée. L'édition 2020 est annulée en raison du contexte sanitaire lié à la pandémie de Covid-19. C'est également le cas en 2021.
L'édition 2022 décerne les titres de champion de Dordogne en 1re et 2e catégorie. 

## Palmarès depuis 1948
| Année     | Vainqueur                 | Deuxième                  | Troisième             |
| --------- | ------------------------- | ------------------------- | --------------------- |
| 1948      | Tino Sabbadini            | Pierre Barrière           | Paul Griès            |
| 1949      | Joseph Bianco             | Paul Griès                | Hervé Prouzet         |
| 1950      | Paul Griès                | Jacques Pineau            | André Lesca           |
| 1951      | Daniel Dihars             | Pierre Barrière           | Marius Duteil         |
| 1952      | ?                         | ?                         | ?                     |
| 1953      | Armand Darnauguilhem      |                           |                       |
| 1954      | Jacques Pineau            | Roger Mazas               | Armand Darnauguilhem  |
| 1955      | Jacques Pineau            | Gino Bisetto              | Roger Verdou          |
| 1956      | Jules Pineau              | André Dupré               | Pierre Nardi          |
| 1957      | Mohamed Ben Brahim        | Jacques Pineau            | Jules Pineau          |
| 1958      | Settimo Perrin            | Émile Delmas              | Jacques Pineau        |
| 1959      | Luis Goya                 | Jacques Gestraud          | Trichard              |
| 1960      | Marius Archambaud         | Daniel Walryck            | Jules Pineau          |
| 1961      | Alfred Gratton            | Claude Mazeaud            | Jacques Pineau        |
| 1962      | Robert Jugie              | Jean Ricou                |                       |
| 1963      | François Siniscalchi      | Jean Ricou                | Jean Deloche          |
| 1964      | Jean Ricou                | Pierre Barrière           | Jacques Gervais       |
| 1965      | André Delort              | Marius Archambaud         | Alfred Gratton        |
| 1966      | Christian Leduc           | André Delort              | Michel Gonzalès       |
| 1967      | Francis Ducreux           | Michel Lescure            | Francis Dubreuil      |
| 1968      | Jacques Esclassan         | Claude Fédrigo            | Michel Lescure        |
| 1969      | Maurice Laforest          | Roger Darrigade           | Guy Mazet             |
| 1970      | Jacques Esclassan         | Michel Fédrigo            | Claude Mazeaud        |
| 1971      | Jacques Esclassan         | Francis Dubreuil          | Daniel Barjolin       |
| 1972      | Michel Fédrigo            | Claude Magni              | Christian Bordier     |
| 1973      | Maurice Laforest          |                           |                       |
| 1974      | Pierre-Raymond Villemiane | Daniel Barjolin           | Michel Pitard         |
| 1975      | Maurice Laforest          | Pierre-Raymond Villemiane | Gérard Simonnot       |
| 1976      | Daniel Barjolin           | Jean-Pierre Paranteau     | Jean-Marie Valade     |
| 1977      | ?                         | ?                         | ?                     |
| 1978      | Michel Fédrigo            | Alain Buffière            | Philippe Candau       |
| 1979      | Michel Fédrigo            |                           |                       |
| 1980      | ?                         | ?                         | ?                     |
| 1981      | René Bajan                | Éric Valade               | Jean-Marie Valade     |
| 1982      | Didier Paponneau          | Michel Fédrigo            | Éric Valade           |
| 1983      | Michel Guiraudie          | Bernard Pineau            | Jacky Bobin           |
| 1984      | Jean-Marie Valade         | Édouard Lajo              | Éric Valade           |
| 1985      | Claude Aiguesparses       | Jacky Bobin               | Michel Larpe          |
| 1986      | Gérard Simonnot           | Michel Larpe              | Gilles Dupré          |
| 1987      | Pascal Chaumet            | Gilles Dupré              | Christophe Lavergne   |
| 1988      | Jean-Marc Prioleau        | Claude Riche              | Patrick Sénisse       |
| 1989      | Pierre-Raymond Villemiane | Éric Valade               | Thierry Ferrer        |
| 1990      | Patrice Couaillac         | Lionel Chatelas           | E. Lagorce            |
| 1991      | Jean-Pierre Duracka       | Marino Verardo            | Jean-François Vincent |
| 1992      | Jean-Marie Doumenge       | Patrice Castrezatti       | Gilles Dupré          |
| 1993      | Christophe Rinero         | Patrice Peyencet          | Patrick Fiefvez       |
| 1994      | Gilles Dupré              | Bruno Ouvrard             | Éric Barret           |
| 1995      | Gilles Zech               | Gérard Ianotto            | Régis Duros           |
| 1996      | Olivier Asmaker           | Daniel Guillon            | Étienne Larsen        |
| 1997      | Alain Sonson              | Aurélien Monthézin        | Pierrick Fédrigo      |
| 1998      | Jean-Baptiste Llati       | Jérôme Bonnace            | Frédéric Nolla        |
| 1999      | Frédéric Nolla            | Pierrick Fédrigo          | Pierre Painaud        |
| 2000      | Gilles Canouet            | Stéphane Bellicaud        | Tomasz Kaszuba        |
| 2001      | Bertrand Guerry           | Christophe Dupouey        | Tomasz Kaszuba        |
| 2002      | Stéphane Bellicaud        | Sébastien Bordes          | Arnaud Labbe          |
| 2003      | Sébastien Bordes          | Jean-Luc Delpech          | Alain Saillour        |
| 2004      | Carl Naibo                | Anthony Langella          | Arnaud Labbe          |
| 2005      | Ivan Terenine             | Yury Trofimov             | Stéphane Reimherr     |
| 2006      | Wong Kam Po               | Mika Nieminen             | Bruno Ceyssat         |
| 2007      | Grzegorz Kwiatkowski      | Yohan Poirier             | Gilles Canouet        |
| 2008      | Lionel Brignoli           | Jean-Luc Masdupuy         | Bruno Ceyssat         |
| 2009      | Jean Mespoulède           | Carl Naibo                | Jonathan De Souza     |
| 2010      | Benoît Luminet            | Carl Naibo                | Egor Lutskovich       |
| 2011      | Yannick Marié             | Julien Mazet              | Loïc Herbreteau       |
| 2012      | Samuel Plouhinec          | Yohan Soubes              | Jean Mespoulède       |
| 2013      | Mickaël Larpe             | Julien Loubet             | Damien Branaa         |
| 2014-2015 | non disputé               | non disputé               | non disputé           |
| 2016,     | Mickaël Larpe             | Loïc Herbreteau           | Thomas Girard         |
| 2017      | Mickaël Larpe             | Pierre Créma              | Julien Lamy           |
| 2018      | Julien Lamy               | Martial Roman             | Kévin Besson          |
| 2019      | Willy Perrocheau          | Yohan Soubes              | Clément Saint-Martin  |
| 2020-2021 | annulé                    | annulé                    | annulé                |
| 2022      | Gaëtan Lemoine            | Calum O'Connor            | Vincent Arhie         |